# Тёмная веерохвостка
Тёмная веерохвостка (лат. Rhipidura tenebrosa) — вид воробьиных птиц из семейства веерохвостковых. Подвидов не выделяют.

## Распространение
Являются эндемиками острова Макира (ныне Сан-Кристобаль) на Соломоновых Островах. Естественная среда обитания — субтропические или тропические влажные равнинные леса. Встречается на высоте до 700 м над уровнем моря.

## Описание
Длина тела 16—17 см. Птица в основном окрашена в темные цвета. Оперение сверху серо-коричневое, причем на голове наиболее темное. Снизу оперение темно-серо-коричневые, кроме более светлого подбородка. На крыльях видны две узкие красновато-коричневые полоски. 
Клюв чёрный сверху и грязно-белый снизу, глаза коричневые, а ноги сине-серые.

## Охранный статус
Ареал тёмной веерохвостки достаточно ограниченный, что обуславливает риск исчезновения вида. Численность популяции не определялась, но известно, что она сокращается из-за потери среды обитания в результате крупномасштабной вырубки лесов (в основном — в низинах). Поэтому Международный союз охраны природы (IUCN) присвоил данному виду охранный статус англ. Near Threatened, NT — «виды, близкие к уязвимому положению».